# 1785 في الولايات المتحدة
فيما يلي قوائم الأحداث التي وقعت خلال عام 1785 في الولايات المتحدة.

## سياسة

### تعيين في المنصب
- 8 مارس – هنري نوكس وزير حرب الولايات المتحدة.

### انتهاء فترة المنصب
- 29 يناير – جون هانكوك حاكم ماساتشوستس [الإنجليزية]‏.

## مواليد

### يناير
- 1 يناير – غابرييل مور سياسي أمريكي.

### مارس
- 11 مارس – جون ماكلين سياسي أمريكي.
- 11 مارس – جيمس توماس سياسي أمريكي.

### أبريل
- 19 أبريل – توماس س. هيند

### يوليو
- 27 يوليو – صموئيل بارتون سياسي أمريكي.

### أغسطس
- 23 أغسطس – أوليفر هازارد بيري ضابط من الولايات المتحدة الأمريكية.

### سبتمبر
- 1 سبتمبر – بيتر كارترايت سياسي أمريكي.
- 1 سبتمبر – فيليب ألين سياسي أمريكي.

### نوفمبر
- 15 نوفمبر – آرثر سميث سياسي أمريكي.
- 21 نوفمبر – وليم بومونت طبيب من الولايات المتحدة.

### ديسمبر
- 19 ديسمبر – جوزيف جونسون
- 23 ديسمبر – ألفريد كوثبرت سياسي أمريكي.

## وفيات

### يوليو
- 13 يوليو – ستيفن هوبكينز (مواليد 1707) سياسي أمريكي.

### نوفمبر
- 28 نوفمبر – وليام ويبل (مواليد 1730) سياسي أمريكي.